# Коргуев, Сергей Павлович
Сергей Павлович Коргуев (20 октября (1 ноября) 1863 — 26 ноября 1932, Гановер, штат Нью-Гэмпшир) — русский скрипач и музыкальный педагог.

## Биография
Сын гидрографа и кронштадтского городского головы Павла Коргуева.
Окончил Петербургскую консерваторию у Леопольда Ауэра (1888). Был (наряду с Эммануилом Крюгером) концертмейстером созданного Ауэром оркестра студентов и выпускников консерватории, а с 1898 г. — Придворного оркестра Александра III.
Сергей Коргуев участвовал в премьере второй редакции струнного секстета «Воспоминание о Флоренции» Чайковского в 1892 году.
В 1899—1925 гг. преподавал в Петербургской консерватории, с 1908 г. профессор. Среди учеников Коргуева — Абрам Ямпольский, Вениамин Шер, Мария Гамовецкая, Миша Мишаков. В официальной характеристике профессора Коргуева, подписанной в 1924 г. ректором консерватории Александром Глазуновым, говорится:

свободный художник Сергей Павлович Коргуев — человек совершенно безупречных и твердых нравственных правил, в течение всей своей службы ни разу не давал ни малейшего повода усомниться в его моральной устойчивости, неизменно пользуется общим уважением и авторитетом как среди профессуры, так и студенчества и отдает все свои силы и время на работу в консерватории.

В 1925 г. Сергей Коргуев выехал в Германию для лечения и в СССР больше не вернулся. С 1927 г. он преподавал в Нью-Йоркском Институте музыкального искусства, где в это время работал и его учитель Ауэр. Умер от рака желудка.
С. П. Коргуеву принадлежит несколько музыкально-педагогических сочинений, из которых наибольшее значение имели «Упражнения в двойных нотах» (1919), переизданные в СССР в 1954 г. и в США в 2000 г.